# Lytta mutilata
Lytta mutilata är en skalbaggsart som först beskrevs av Horn 1875.  Lytta mutilata ingår i släktet Lytta och familjen oljebaggar. Inga underarter finns listade i Catalogue of Life.